# Aeroport Andorra - la Seu d'Urgell

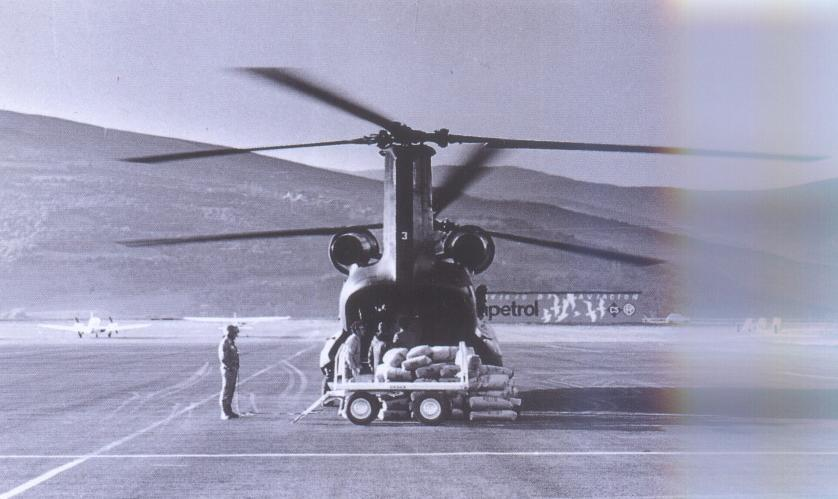
Helicopter militar durant els aiguats del 1982.

L'Aeroport de la Seu d'Urgell, comercialment Aeroport Andorra - la Seu d'Urgell (codi d'aeroport ICAO LESU, IATA LEU), és una instal·lació aeroportuària propietat de la Generalitat de Catalunya que acull vols d'aviació general i d'emergència i des del 8 de gener de 2015 pot rebre aviació comercial. Està situat a la comarca de l'Alt Urgell, al sud de la Seu d'Urgell al serrat d'Ensiula entre els municipis de Montferrer i Castellbò i Ribera d'Urgellet.
Les instal·lacions actuals van reobrir el 4 de juny del 2010 amb l'objectiu de dinamitzar el turisme i el desenvolupament econòmic a les comarques de l'Alt Pirineu. Les obres de reforma de l'aeroport han tingut un cost de 2,9 milions d'euros i es van iniciar a l'octubre del 2009. Fins ara havia estat infrautilitzat, ja que des del 1984 no ha acollit vols comercials regulars i només era utilitzat de manera residual per aeronaus privades i aeroclubs. La recuperació de l'aeroport permetrà, després de la redacció del pla director, enllaçar el Pirineu català i Andorra amb altres punts de la geografia catalana, espanyola i europea.
El pla preveu que aquest sigui un aeroport d'aviació regional, que ha de facilitar l'accés al transport aeri a qualsevol altre aeroport d'abast regional europeu. El 2008 es va fer un estudi per tal de definir les seves potencialitats com a aeroport comercial. A l'estiu del 2012 la Generalitat de Catalunya va anunciar que l'aeròdrom passava a aeroport comercial, tenint la mateixa categoria que l'aeroport de Lleida-Alguaire, a l'estiu del 2013. Al febrer es van iniciar els tràmits al Ministeri per habilitar un punt d'inspecció fronterera per vols procedents fora de l'Espai Schengen. Els vols regulars, amb destinació a Madrid, van començar el desembre del 2021.
Alguns sectors de la comarca es van manifestar contraris a la reobertura, com per exemple l'Associació en defensa de l'Alt Urgell que defensa que és perjudicial perquè es troba massa proper a poblacions com Adrall, Arfa (Ribera d'Urgellet) i Montferrer (Montferrer i Castellbò). El nom proposat d'Andorra-Pirineus o Pirineus-Andorra també provocava rebuig.

## Història

### Cronologia[calcitació]
- 1931: Jaume Nadal i Maimó obté la concessió d'una línia aèria Barcelona-Andorra.
- 1932: S'acaben les obres de construcció d'hangars i una terminal a Benavarre, però la línia aèria es queda sense finançament.
- 1975: L'industrial Josep Betriu inicia les obres de l'aeroport al serrat d'Ensiula.
- 1978: Empresaris andorrans tenen contactes amb una empresa anglesa constructora d'avions per crear Air Andorra.
- 1980: Finalització de la construcció de l'aeroport.
- 1982 - 29 de juliol: Inauguració amb un vol d'Aviaco entre Barcelona i la Seu d'Urgell.
- 1984: Tancament de l'aeroport per a vols comercials.
- 2007: Tancament total de l'aeroport per raons de seguretat.
- 2007: L'Institut Català del Sòl compra el 85% dels terrenys de l'aeroport.
- 2009: S'inicien les obres de millora de l'aeroport amb un cost de 2,9 milions d'euros.
- 2010 - 4 de juny: Es reobre l'aeroport per a vols d'aviació general i d'emergències.
- 2015: Autoritzat a acollir vols comercials i de passatgers.[9]
- 2021: Vols regulars amb Madrid.[10]
- 2024: Comencen els vols regulars amb Palma (PMI), de moment en temporada d'hivern.[11]

### Antecedents
Els inicis de l'aviació a la comarca es remunten a l'any 1931 quan un mallorquí, Jaume Nadal i Maimó, va obtenir la concessió de la línia aèria Barcelona-Andorra, que va confiar a l'empresa de l'aviador Josep Canudas. Donades les dificultats per aterrar a Andorra i per resoldre els conflictes duaners, es van construir un xalet que feia de terminal i uns hangars a Benavarre (Bellestar), el punt més proper a Andorra per fer operacions aeronàutiques. Nadal va comprar un avió Farman amb motor Hispano-Suiza per cobrir la ruta. La Dirección General de Aeronáutica va obligar a Canudas a realitzar vols de prova durant dotze setmanes, que van crear una gran expectació local i que fins i tot es va acabar creant l'aeroclub de la Seu. El 1932 quan estava tot llest l'empresari va morir i els hereus van deixar a l'aerolínia sense finançament.

### Construcció de l'aeroport
La construcció de l'aeroport es va iniciar l'any 1975 de la mà de Josep Betriu i Tàpies, empresari industrial antic propietari de Taurus i afeccionat a l'aviació. A la darreria de la dècada del 1960 Betriu triomfava en el món dels negocis a Andorra, centrat en el sector de l'automòbil. Donades les deficiències en el transport terrestre, Betriu es va plantejar el desenvolupament de l'Alt Urgell i d'Andorra mitjançant el transport aeri.
Betriu va crear l'empresa Dausa (Desarrollo del Alto Urgel S.A.) per la construcció de l'aeroport a dalt d'un serrat, les obres van començar l'any 1975 a les ordres del coronel Pellejero, enginyer aeronàutic, que es va enfrontar a la dificultat de desmuntar un turó sencer per poder estendre la pista d'aterratge cap al nord. Durant els treballs de construcció uns empresaris andorrans van veure en l'aeroport la possibilitat que el Principat tingués la seva pròpia aerolínia, Air Andorra. Una empresa anglesa, British Aerospace, el 1978 van contactar amb els empresaris per a la construcció dels avions. Els empresaris van viatjar des del Prat cap a la Seu a bord d'un BAe 748 de 44 places.
El cost de les obres van ser grans per l'època, 3.000 milions de pessetes invertits en una instal·lació absolutament inèdita al país, atès que era el primer aeroport amb vocació comercial que es construïa al país per iniciativa privada. Tot i que l'aeroport ja estava llest per operar el 1980, no va ser fins al 1982 que va obtenir tots els permisos.
Es va posar en funcionament el mateix any dels forts aiguats que van deixar l'àrea incomunicada. El paper de l'aeroport va ser cabdal, ja que va ser l'única via de comunicació per fer arribar els recursos de salvament. La companyia Aviaco va començar a operar una línia regular entre la Seu i el Prat (Barcelona), però els intents per arribar a destinacions franceses, xàrters de tercers països o la programació d'un vol diari amb Madrid no van cristal·litzar, i el 1984, el mateix any en què s'obria el túnel del Cadí, es van fer els darrers vols.

### Reobertura
La reobertura de l'aeroport ha estat tractada per diferents governs de forma cíclica, però ni amb la celebració dels Jocs Olímpics d'Estiu de 1992 a Barcelona, amb la Seu d'Urgell com una de les subseus, es va fer una realitat. A mitjan anys noranta el Govern d'Andorra i les autoritats locals de la Seu d'Urgell reclamen al Govern d'Espanya la reobertura. Posteriorment també se l'ha reclamat a la Generalitat de Catalunya.
L'1 de març de 2004, Ramon de Miguel, llavors secretari d'Estat d'Afers Europeus del Govern d'Espanya i, Juli Minoves, ministre d'Afers Exteriors del Principat d'Andorra, i el ministre d'Economia andorrà Miquel Àlvarez van signar una declaració comuna sobre l'Aeroport Internacional Andorra-Pirineus. La declaració va establir que s'utilitzaria un tractat internacional per reobrir la infraestructura, que el nom seria Aeroport Andorra-Pirineus, que tindria categoria internacional i que el finançament aniria a càrrec dels dos governs, però que l'explotació i la gestió comercial seria competència del Govern d'Andorra, mentre que el Govern espanyol s'encarregaria de la gestió dels serveis públics relacionats amb l'aeroport, com també dels serveis tècnics de la navegació aèria.
El 4 d'octubre durant una reunió entre José Luís Rodríguez Zapatero (president d'Espanya) i Marc Forné (president d'Andorra) es va tornar a manifestar el suport espanyol a la reobertura de l'aeroport conjuntament amb Andorra, comprometent-se que Espanya en finançaria el 50%. El mateix mes d'octubre el grup d'Esquerra Republicana de Catalunya (ERC) va donar suport als pressupostos de l'Estat a canvi d'algunes contrapartides en forma d'inversions al Pirineu, entre elles uns 15 milions d'euros per l'aeroport.
Segons alguns estudis encarregats pel Govern d'Andorra, l'aeroport comptava amb 41.000 passatgers anuals potencials. Algunes companyies de baix cost pretenien establir línies entre la Seu i Londres, Ginebra, Madrid i València, com també alguns paquets turístics amb les illes Balears. El 2005 els dos governs treballaven en la redacció del Pla Director i havien iniciat contactes amb la família Betriu per comprar els terrenys, que s'estimava un cost de 40 milions d'euros. Marc Forné, President d'Andorra, confiava que es posés en funcionament l'any 2006.
L'any 2007 l'Institut Català del Sòl va comprar per vuit milions d'euros el 85% dels terrenys de l'aeroport de la Seu d'Urgell per convertir-lo en l'Aeroport Pirineus-Andorra. La infraestructura va tenir èxit per a l'aviació privada, però el 2015 els vols comercials quedaven escassos. El 2016 la Generalitat i el Govern d'Andorra van tornar a trobar-se per establir un pla estratègic.
Diverses companyies van intentar oferir vols regulars, sense èxit. Andorra Airlines presentà vols a Madrid, Palma, París i Porto el 2016, que no es van fer mai. El 2021 ho tornà a intentar, però només pogué fer un vol d'autoritats amb motiu de la Cimera Iberoamericana que acollia Andorra. D'altra banda, Viatges Regina organitzà dues proves pilot l'estiu del 2015 i el març del 2018: les destinacions foren Madrid, Marsella i Palma i els vols tingueren una ocupació global del 57,58%.
Finalment, Air Nostrum, filial regional d'Iberia, guanyà el concurs del govern andorrà, amb dos vols setmanals a Madrid. El primer avió procedent de la capital espanyola aterrà a l'aeroport el 17 de desembre del 2021.

## Aerolínies i destinacions
| Ciutat | Nom de l'aeroport                     | Aerolínies  | Freqüències                                                | Aeronau    | Observacions                                 |
| ------ | ------------------------------------- | ----------- | ---------------------------------------------------------- | ---------- | -------------------------------------------- |
| Madrid | Aeroport Adolfo Suárez Madrid-Barajas | Air Nostrum | Divendres i diumenges                                      | ATR 72-600 |                                              |
| Palma  | Aeroport de Palma - Son Santjoan      | Air Nostrum | Divendres i diumenges (hivern) Dimarts i diumenges (estiu) | ATR 72-600 | De 28 de setembre de 2024 fins a l'any 2026. |

## Gestió i explotació
Aeroports de Catalunya és l'empresa de la Generalitat de Catalunya encarregada de la gestió i l'explotació de l'aeroport.
El desembre de 2014 la Generalitat va autoritzar la subscripció del conveni amb el Govern d'Andorra sobre la cogestió de l'aeroport, incloent la promoció. Aquest conveni va ser signat el 8 de gener de 2015, com a "Protocol d'entesa entre el Govern d'Andorra i la Generalitat de Catalunya relatiu a la cogestió i la promoció de l'Aeroport Andorra-La Seu d'Urgell". El Govern andorrà col·labora amb el 50% del dèficit d'explotació (amb un màxim de 300.000 euros anuals) i amb una altra aportació variable segons els passatgers. A més, el Govern d'Andorra disposa d'espais dins i fora de l'edifici terminal amb l'opció de comercialitzar-los. La promoció i la recerca d'operadors aeris es fa de manera conjunta. Segons l'esmentat Protocol, l'empresa gestora (Aeroports de Catalunya) elabora un pla bianual de treball que ha de ser aprovat per la Comissió Mixta, composta per 6 membres, 3 de designats per cada part, i és presidida de manera rotatòria anual per cada una de les dues parts. Aquesta Comissió Mixta té la funció de vetllar per la correcta gestió i promoció de la infraestructura, acordant les condicions de disponibilitat de la infraestructura i aprovant el pla de treball bianual.
Al mateix temps, es reuneix de manera periòdica l'anomenada Taula Estratègica de l'Aeroport d'Andorra-La Seu, formada pel Departament de Territori i Sostenibilitat, la Delegació del Govern de l'Alt Pirineu i Aran, els ajuntaments de La Seu d'Urgell, Montferrer i Castellbó i Ribera d'Urgellet, la Diputació de Lleida, el Consell Comarcal de l'Alt Urgell, l'Associació d'empresaris de l'Alt Urgell, l'Associació d'hostaleria de l'Alt Urgell, l'Agència Catalana de Turisme i el Ministeri d'Economia Competitivitat i Innovació d'Andorra. Aquesta Taula permet de captar les inquietuds del territori i valorar de manera assessorada els objectius.
Després d'haver obtingut el 2020 la certificació GPS de l'aeroport, el ministre andorrà de Presidència, Economia i Empresa, el sensor Jordi Gallardo, ha manifestat el desig del seu Govern de tenir un paper més important en la gestió, tot i que no ha concretat si això també significaria –en cas que la part catalana s'hi avingués– un major compromís financer d'Andorra.

## Característiques tècniques
- Pista de 1.267 x 28 m i franja de vol de 1.387 x 80 m.[24]
- Carrer de rodada paral·lel a la pista.
- Plataforma d'estacionament d'aeronaus amb àrees per a l'aviació regional, general i esportiva.
- Àrea terminal (torre de control, hangars, edifici terminal, comunicacions, aparcaments).
- Instal·lacions per al servei de salvament i extinció d'incendis.
- Subministrament de combustible.
- Heliport.
- Planta depuradora d'aigües.
- Ajudes a la navegació i aproximació (IFR).

La pista de 1450 metres i les condicions atmosfèriques que hi ha en la zona no són favorables per als avions que utilitzen la majoria d'aerolínies. L'avió més gros que ha operat en aquest aeroport ha sigut un ATR 72-600 de 78 passatgers com a màxim i es volia ampliar la pista fins a 200 metres més per a que avions de més de 100 passatgers com l'Airbus A220 o A320 poguessin operar-hi però no es va arribar a fer. L'abril del 2020 el govern espanyol autoritzà que hi puguin operar vols amb el sistema GPS.

## Accessos

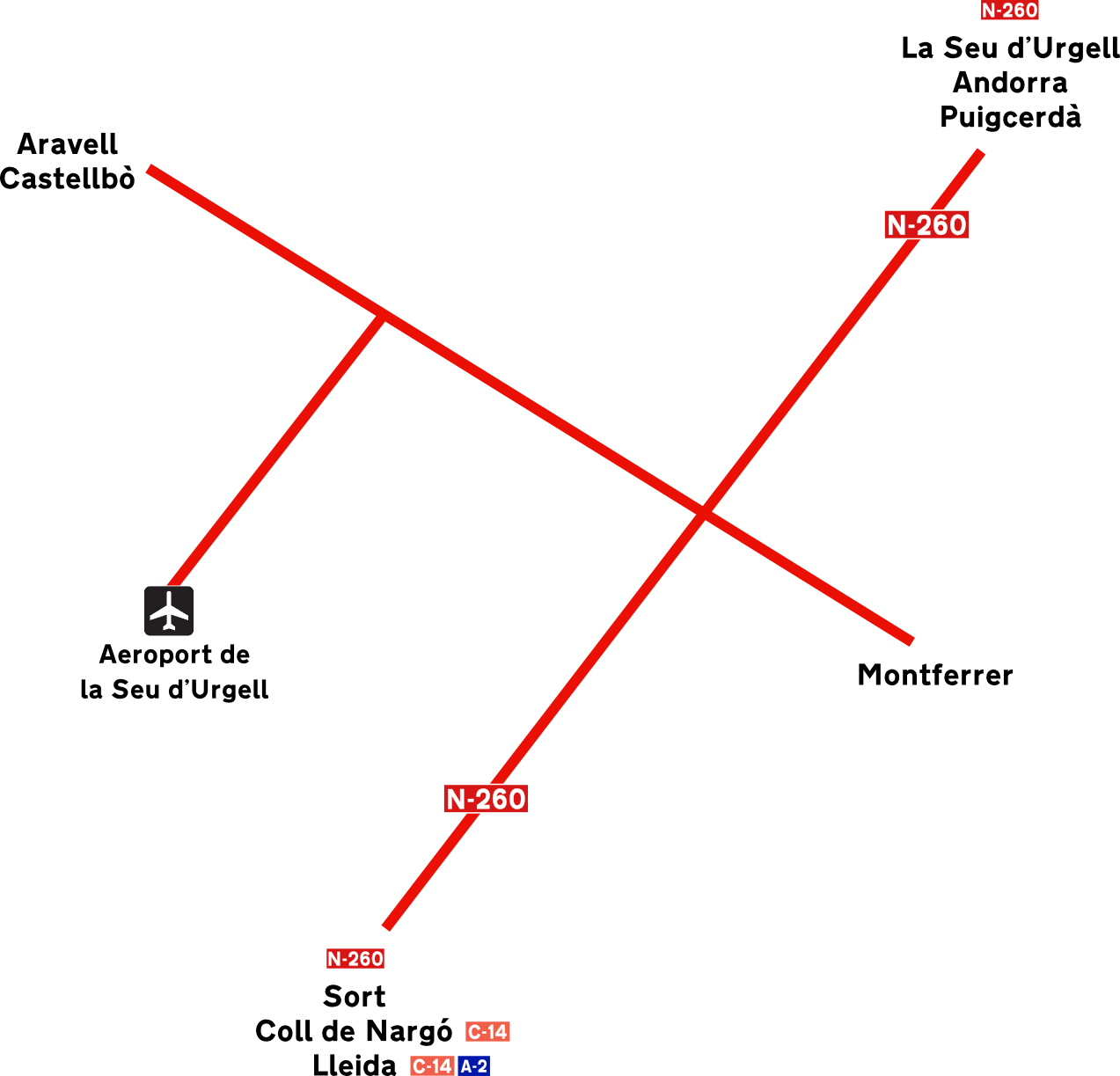
Accessos a l'Aeroport de la Seu d'Urgell

## Estadístiques
| Any  | Nombre de passatgers | Percentatge |
| ---- | -------------------- | ----------- |
| 2021 | 5.145                |             |
| 2022 | 11.238               | ▲ 118,4%    |
| 2023 | 9.380                | 16,5%       |
| 2024 | 16.188               | ▲ 72,6%     |

## Accessos[calcitació]

### Cotxe
Per tal d'accedir a la Terminal T1 de l'Aeroport de la Seu d'Urgell es pot fer a través de la carretera N-260. Des d'allà agafes la Carretera de Castellbò i passant aquesta població, girant a l'esquerra prens la Carretera de l'Aeroport de la Seu d'Urgell que dona accés a l'entrada principal d'aquest.

### Taxi
La parada de taxis més propera és la de La Seu d'Urgell, per tant, has de trucar a aquesta parada perquè et recullin a l'aeroport. En un futur proper està previst tenir una parada de taxis, amb diversos taxis permanents a l'aeroport.

### Autobús
L'estació d'autobús més propera és l'Estació de La Seu d'Urgell. A l'estació d'autobusos de la Seu d'Urgell hi paren diàriament autobusos que fan el recorregut Andorra-Barcelona, Lleida, Tarragona i cada hora hi ha un autobús la Seu d'Urgell-Andorra.

### Tren
De moment no hi ha cap línia de tren propera. L'estació més propera és l'Estació de Puigcerdà o l'Estació Lleida-Pirineus. Està previst en un futur crear una línia fins La Seu d'Urgell amb parada a l'aeroport.